# والتر غوميز
والتر غوميز (بالإسبانية: Walter Gómez)‏ (12 ديسمبر 1927 بمونتفيدو في الأوروغواي - 4 مارس 2004 ببوينس آيرس في الأوروغواي) هو لاعب كرة قدم أوروغواني في مركز الهجوم، شارك في كأس أمريكا الجنوبية 1946. وشارك مع منتخب الأوروغواي لكرة القدم. أما مع النوادي، فقد لعب مع أونس كالداس وإيه سي ميلان وريفر بليت ونادي باليرمو وناسيونال مونتيفيديو وسنترال إسبانيول وديبورتيفو غاليسيا وكوكوتا ديبورتيفو ‏.

## وصلات خارجية
- والتر غوميز على موقع قاعدة بيانات كرة القدم.إي يو (الإنجليزية)